# Jewgeni Walerjewitsch Pomasan
Jewgeni Walerjewitsch Pomasan (russisch Евгений Валерьевич Помазан; * 31. Januar 1989 in Angren, Usbekische SSR) ist ein russischer Fußballspieler, der auf der Position des Torwarts spielt.

## Vereinskarriere
Pomasan spielte in seiner Jugend bei Kuban Krasnodar und wurde mit 18 Jahren in den Kader der zweiten Mannschaft aufgenommen. Im Sommer 2007 wechselte er auf Leihbasis zu ZSKA Moskau und war Ersatztorwart der ersten Mannschaft. Am drittletzten Spieltag des Spieljahrs 2007 bekam er seinen ersten Kurzeinsatz in der russischen Premjer-Liga. Danach wurde er vom Hauptstadtklub fest verpflichtet. Er blieb jedoch fast ausschließlich auf der Ersatzbank. 2009 bestritt er in der ersten Mannschaft zwei Spiele im Pokalwettbewerb, darunter das Achtelfinale. Der Verein gewann später den Wettbewerb.
2010 wurde er an den Zweitligisten Ural Jekaterinburg ausgeliehen. Ab dem 7. Spieltag übernahm er dort den Platz zwischen den Pfosten und war in der Hinrunde die Nummer eins. In der Rückrunde spielte er aber unregelmäßig. Im Spieljahr 2011 erfolgte dann eine erneute Ausleihe an den Erstligisten Spartak Naltschik. Dort übernahm er wieder nach einigen Spieltagen den Platz im Tor, nachdem er in seinem vierten Spiel verletzt ausgewechselt worden war, stand er zwar noch zweimal auf dem Platz, verlor aber dann seinen Stammplatz.
Zur Rückrunde verpflichtete ihn der Ligakonkurrent Anschi Machatschkala fest von ZSKA Moskau. Dort kam er in der Saison 2011/12 und 2012/13 jeweils zu 5 Erstligaeinsätzen und hatte am 20. September 2012 seinen ersten internationalen Einsatz in der UEFA Europa League gegen Udinese Calcio. Den Sprung zum Stammtorwart schaffte Pomasan aber nicht. Zum Anfang der folgenden Saison kehrte er für sechs Einsätze zu seinem Ex-Verein in Swerdlowsk zurück, aber zurück bei Anschi Machatschkala kam er erneut nur auf 6 Pflichtspieleinsätze im Rest der Saison.
Zur Saison 2014/15 kehrte Pomasan dann zu seinem Jugendverein Kuban Krasnodar zurück. Obwohl er nur zu einem Pokaleinsatz kam, wurde er nach Ablauf des Leihvertrags ablösefrei von Krasnodar übernommen und er ging als Nummer eins in die nächste Saison. Nach vier Niederlagen zum Auftakt und dem fortwährenden Abstiegskampf wurde jedoch während der Spielzeit immer wieder der Torwart gewechselt. Der Verein verpasste den Klassenerhalt und stieg in die 1. Division ab. Dort blieb er Ersatztorwart und übernahm erst vier Spieltage vor der Winterpause wieder den Platz zwischen den Pfosten. Er musste danach aber wieder auf der Bank Platz nehmen und verließ daraufhin zum Ende der Saison 2016/17 den Verein.
Er wechselte zum Ligakonkurrenten Baltika Kaliningrad und wurde dort erstmals zur unumstrittenen Nummer eins. Im ersten Jahr stand er in 37 von 38 Ligapartien im Tor, im Jahr darauf bestritt er nur einen Teil der Hinrunde, wurde aber nach der Winterpause zum Kapitän befördert und kam durchgängig zum Einsatz. 2019/20 begann mit einem Fehlstart und 5 Niederlagen in 6 Partien. Der Verein wechselte den Torhüter, zusätzlich zog sich Pomasan eine Armverletzung zu und fiel mehrere Monate ganz aus. Als er in der Rückrunde seinen Platz im Tor nicht zurückbekam, verließ er den Verein und wechselte ins Ausland nach Belarus.
Er schloss sich Dinamo Minsk an und bestritt für den Erstligisten bis auf 2 Partien die Rückrunde. Im Jahr darauf bekam er aber Konkurrenz durch den neu verpflichteten Yegor Khatkevich, er verlor das Duell um die Nummer-eins-Position und sogar den Platz im Kader und kehrte in die Heimat zurück. Er musste dort erst einmal mit der dritten Liga vorliebnehmen, war aber eine Saison lang nicht nur Stammtorwart, sondern auch Kapitän bei Tschaika Pestschanokopskoje. Im Sommer 2022 kehrte er wieder in die zweite Liga zurück und ging zu FK SKA-Chabarowsk. Dort war er erst einmal nur Ersatz. Am 11. Spieltag wurde er eingewechselt und blieb in den nächsten drei Partien in der Startaufstellung, dann warf ihn aber eine Verletzung wieder aus der ersten Elf.

## Nationalmannschaft
Mit der russischen U-17 nahm Jewgeni Pomasan 2006 an der U-17-Europameisterschaft teil. Dort gewann das Team das Turnier mit 5:3 im Elfmeterschießen gegen Tschechien, wobei Pomazan mit zwei gehaltenen Elfmetern entscheidend am Finalsieg beteiligt war. Insgesamt hatte er 11 Einsätze in der U-17-Auswahl. 2007 stand er im europäischen Aufgebot beim UEFA-CAF Meridian Cup. Danach kam er auch mehrmals in der U-19 und in der U-21 zum Einsatz. Den Sprung in die Nationalmannschaft im Männerbereich schaffte er danach nicht, zweimal wurde er jedoch in einer nationalen B-Auswahl eingesetzt.